# Alex Yarmak
Alex Yarmak, geboren Oleksandr Yarmak (Oekraïens: Олександр Ярмак) - Oekraïense muzikant, geluidstechnicus, zanger en muziekproducent.
De uit Kiev afkomstige Alex Yarmak voltooide tussen 2012 en 2018 zijn studie aan de Taras Sjevtsjenko Nationale Universiteit van Kiev in de richting bankwezen. Hij begon zijn muzikale carrière in 2021. Begin 2024 begon Yarmak samen te werken met de Nederlandse band Within Temptation. Samen brachten ze een nummer uit over de oorlog in Oekraïne, getiteld "A Fool's Parade". De band kondigde aan dat alle inkomsten uit dit nummer gedoneerd zullen worden om Oekraïne te helpen tijdens de Russische invasie.

## Carrière
Sinds 2021 maakt Oleksandr rockmuziek als soloartiest onder de naam Alex Yarmak en heeft hij zes albums in zijn discografie: Limits, Square Two, Slowdown Sessions, No Pity for the Sinking Ship, Slowdown Sessions II en ROOTS GROW DEEP. De laatste drie albums zijn geschreven tijdens de grootschalige Russische invasie van Oekraïne en vormen een reflectie op de gebeurtenissen die daarmee verband houden. Liedjes van deze albums werden gepresenteerd op verschillende eigen Spotify-playlists zoals "All New Metal", "The Core", "New Core", "Industrial Metal" en anderen, waardoor Olexandr internationale luisteraars begon te bereiken.
In Oekraïne begon hij in 2022 aan populariteit te winnen na zijn samenwerking met de band хейтспіч, waarmee hij de nummers "Stepan Pantera" en "LINA" uitbracht. Hij nam ook deel als co-auteur en producer aan de opname van de EP Золоті Пісні 2023. Naast хейтспіч werkte Yarmak als muziekproducer en geluidstechnicus samen met de rockband uit Kiev BLIND8, waarmee hij de nummers "bulletproof", "on my own", "abandoned", "5AM" en "Overcome The Darkness" produceerde.

## Discografie
| Jaar | Albumtitel                                                                 | Opmerkingen                   |
| ---- | -------------------------------------------------------------------------- | ----------------------------- |
| 2021 | Limits - Datum: 8 maart 2021                                               | Songschrijver                 |
| 2022 | Square Two - Datum: 27 januari 2022                                        | Songschrijver                 |
| 2022 | Slowdown Sessions - Datum: 31 maart 2022                                   | Songschrijver                 |
| 2022 | No Pity for the Sinking Ship - Datum: 18 augustus 2022                     | Songschrijver                 |
| 2022 | Slowdown Sessions II - Datum: 10 november 2023                             | Songschrijver                 |
| 2023 | ROOTS GROW DEEP - Datum: 15 juni 2023                                      | Songschrijver                 |
| 2023 | Золоті Пісні 2023 - Datum: 18 augustus 2023 - in samenwerking met хейтспіч | Co-creator en muziekproducent |

| Titel                 | Publicatiedatum   | Opmerkingen                               | Samen met         |
| --------------------- | ----------------- | ----------------------------------------- | ----------------- |
| Consequence           | 15 april 2021     | Remixer                                   | Circle of Dust    |
| 5 AM (Remix)          | 30 juni 2022      | Auteur van het nummer, muziekproducent    | BLIND8, Bejenec   |
| Stepan Pantera        | 14 juli 2022      | Co-auteur van het nummer, muziekproducent | хейтспіч          |
| Overcome the Darkness | 22 september 2022 | Gastvocalen                               | BLIND8            |
| bulletproof           | 13 april 2023     | Muziekproducent                           | BLIND8            |
| on my own             | 27 juli 2023      | Coproducent                               | BLIND8, Sable     |
| A Fool’s Parade       | 5 april 2024      | Co-creator van het nummer, gastvocalen    | Within Temptation |